# توراكو ليفنغستوني
توراكو ليفنغستوني (الاسم العلمي: Tauraco livingstonii) (بالإنجليزية: Livingstone's Turaco)‏ هو نوع من الطيور يتبع جنس التوراكو من فصيلة آكلات الموز.
يعيش في جنوب شرق أفريقيا، وهو من الأنواع التي تعيش في تجمعات منعزلة في بوروندي، مالاوي، موزمبيق، زيمبابواي وتنزانيا.
تضم عائلة توراكو 18 نوع مختلف من الطيور التي تنافس بعضها البعض جمالاً، وتتغذى كل طيور توراكو على الفواكه وفي بعض الأحيان على الحشرات الصغيرة والقواقع والرخويات.

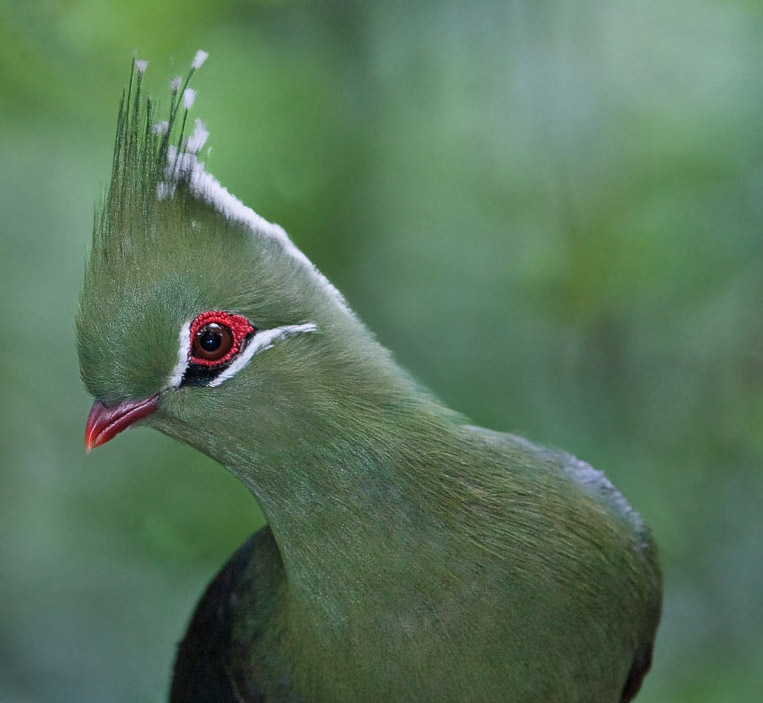
In captivity
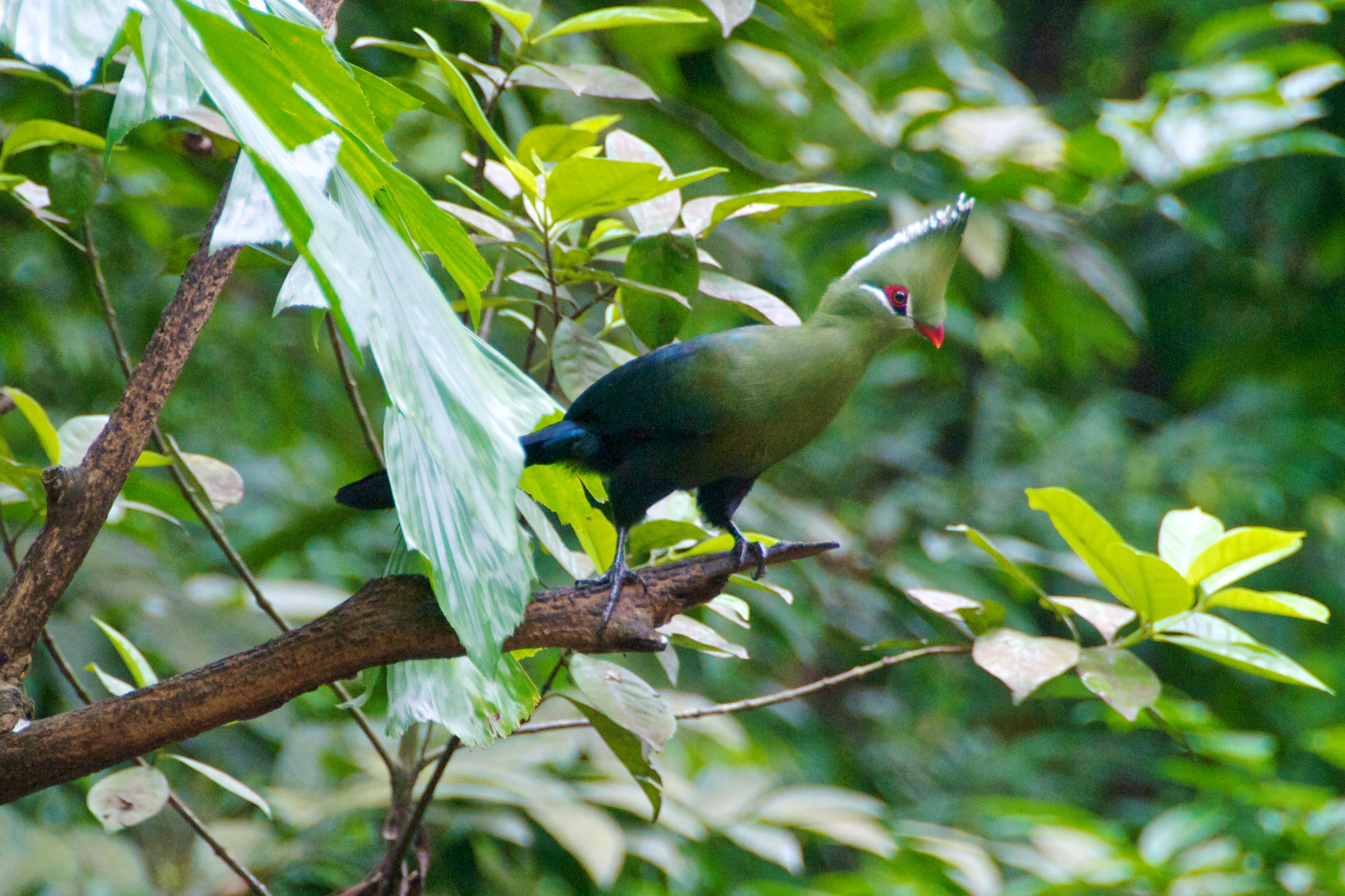
In captivity
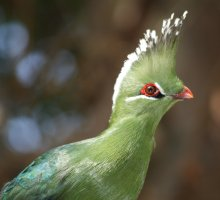
At San Diego Wild Animal Park, USA